# Козова
Козова (укр. Козова) — посёлок в Тернопольском районе Тернопольской области Украины. Административный центр Козовской поселковой общины.

## Географическое положение
Посёлок Козова находится на берегу реки Коропец, выше по течению на расстоянии в 2,5 км расположено село Козовка, ниже по течению на расстоянии в 1,5 км расположено село Йосиповка.

## Население
В январе 1989 года численность населения составляла 8867 человек.
По состоянию на 1 января 2013 года численность населения составляла 9312 человек.

### Языковой состав
Родной язык населения по данным переписи 2001 года:
| Язык       | Численность, чел. | Доля     |
| ---------- | ----------------- | -------- |
| Украинский | 9 188             | 99,31 %  |
| Другое     | 64                | 0,69 %   |
| Итого      | 9 252             | 100,00 % |

## История
- 1440 год — дата основания.

В 1772 году в ходе первого раздела Речи Посполитой селение перешло к Австрии.
В 1920 год — местечко оккупировано поляками.
В январе 1940 года село стало районным центром.
В ходе Великой Отечественной войны с 3 июля 1941 до 20 июля 1944 годы село было оккупировано наступавшими немецкими войсками.
19 декабря 1944 года здесь началось издание местной газеты.
В 1958 году присвоено статус посёлок городского типа.
В 1972 году здесь действовали сахарный завод и фабрика хозтоваров.
В мае 1995 года Кабинет министров Украины утвердил решение о приватизации находившегося здесь маслозавода, комбикормового завода, животноводческого хозяйства и райсельхозтехники, в июле 1995 года было утверждено решение о приватизации совхоза.
В ходе административно-территориальной реформы в Украине, в 2020 году Козовский район был упразднён, а город стал административным центром Козовской поселковой общины Тернопольского района.

## Экономика

Зерновой элеватор

- Хлебоприёмное предприятие[11]
- Козовский сахарный завод.
- ОАО «Козовской маслозавод».
- ЗАО «Атол».
- ОАО «Завод Ватра-Козова».
- АТП № 16146.
- Комбикормовый завод.

## Объекты социальной сферы
- Гимназия.
- Две школы.
- Детский сад.
- Больница.
- Школа искусств.
- Два дома культуры.
- ДЮСШ.

## Транспорт
Железнодорожная станция Козова на линии Ходоров — Тернополь.
Также через посёлок проходит автомобильная дорога М-12 (E 50).

## Известные люди
- Альфред фон Вакано (1846—1929), основатель Жигулёвского пивоваренного завода в Самаре, родился в Козовой.
- Ромашин, Филипп Николаевич — советский военачальник, генерал-майор, почётный гражданин посёлка Козова.

## Достопримечательности
- Церковь Успения Пресвятой Богородицы (1885), св. Василия Великого (2001), св. Петра и Павла (2007), св. Владимира (1994, УАПЦ).
- Памятники: Т. Г. Шевченко, 2000-летию Рождества Христова, В. Герете.
- Братская могила советских воинов.